# Världens vackraste pojke
Världens vackraste pojke är en svensk dokumentärfilm från 2021, i regi av Kristina Lindström och Kristian  Petri.

## Handling
Filmen porträtterar den svenske före detta barnskådespelaren Björn Andrésen, 50 år efter hans genombrottroll i Luchino Viscontis Döden i Venedig. Genom återblickar till tiden innan, under och efter filminspelningen, porträtteras Andrésens liv och hur Viscontis etikett på honom, "världens vackraste pojke" kom att prägla hans ungdom och vuxenliv, ända in till idag.

## Medverkande
Utöver Andrésen och personer nära honom medverkar bland annat även den japanska mangatecknaren Riyoko Ikeda. Filmens regissör Kristina Lindstöm är också dess berättarröst.

## Mottagande
Filmen vann Guldbaggen för bästa klippning vid Guldbaggegalan 2022, och var även nominerad för bästa film, dokumentär, ljud och musik. Filmen premiärvisades på Sundance Film Festival, och nominerades även till Bästa europeiska dokumentär vid 2021 års European Film Awards.  Vid Kristallen 2022 prisades filmen som Årets dokumentärprogram.